# Risiera di San Sabba
La Risiera di San Sabba (en slovène: Rižarna pri Sveti Soboti ; en français : Rizerie de San Sabba) était un camp de concentration et de transit dans la ville de Trieste en Italie, tenu par les Nazis pendant la Shoah en Italie. Les historiens estiment qu’entre 3 000 à 5 000 personnes y furent assassinées et qu'entre 20 000 à 25 000 prisonniers y furent internés avant de transiter vers d’autres camps.

## Historique
Il s'agissait principalement d'un camp d'internement pour les prisonniers politiques et d'un camp de transit pour les juifs avant de les envoyer principalement en direction d'Auschwitz. Situé à proximité de la Yougoslavie occupée, il accueillait également des otages raflés au sein des communautés slovènes et croates.
Ce fut le seul camp italien équipé d'une chambre à gaz où les autorités allemandes massacrèrent au gaz (gaz d'échappement d'autocars) et d'un four crématoire. D'autres prisonniers furent fusillés.
On y emprisonna notamment l'écrivain Boris Pahor avant qu'il soit déporté en Alsace (Camp de concentration de Natzweiller-Struthof), puis en Allemagne (Dachau, Mittelbau-Dora et Bergen-Belsen).
Josef Oberhauser en fut le commandant.
Dans les années 1950, le camp servit de camp de transit pour les Italiens fuyant les territoires annexés par la Yougoslavie communiste.
En 1913 lors de sa construction, le camp était à l'origine une usine de décorticage du riz (d'où le nom "risiera") et actuellement le camp est utilisé comme musée pour témoigner de son douloureux passé.

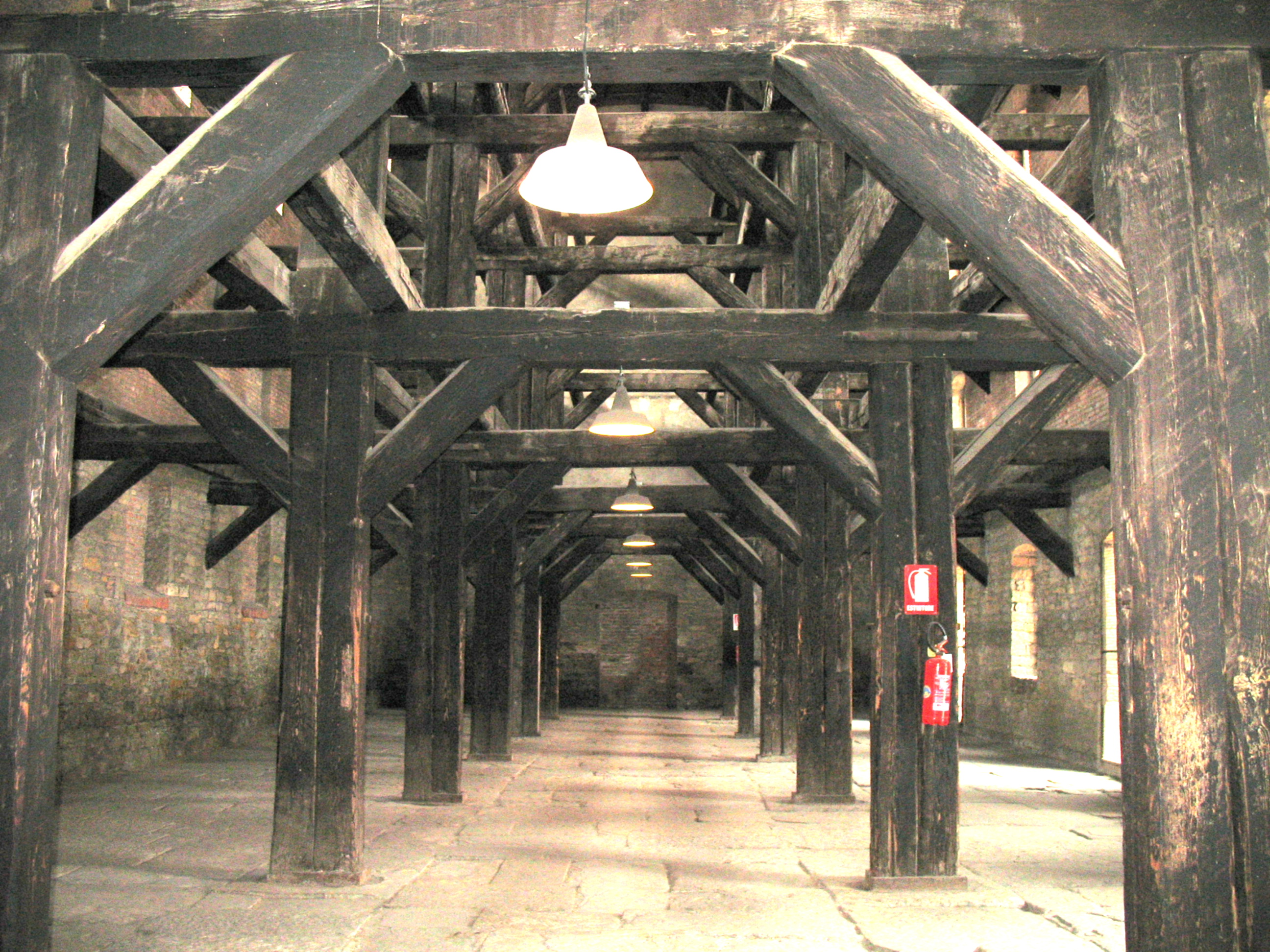
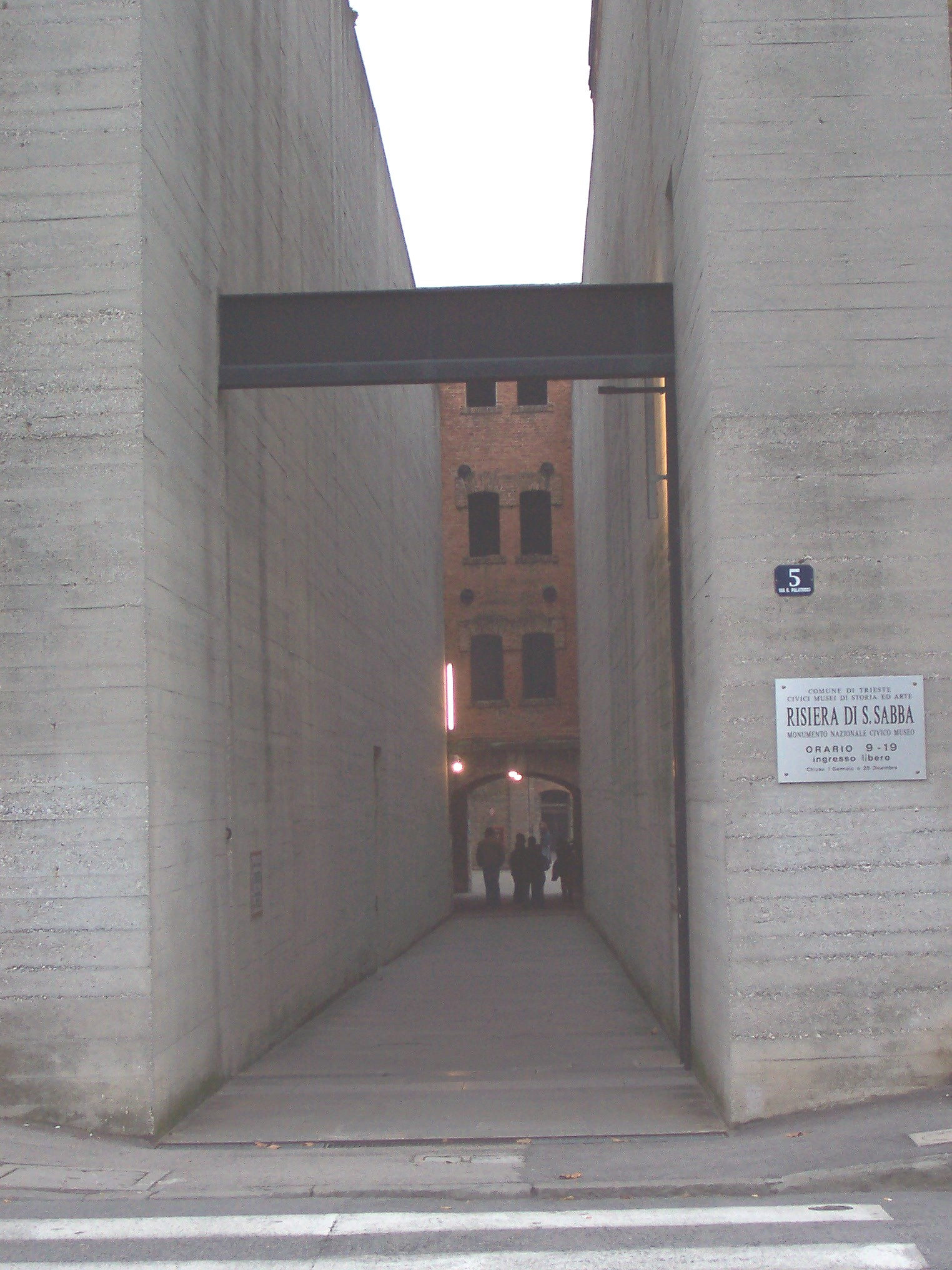
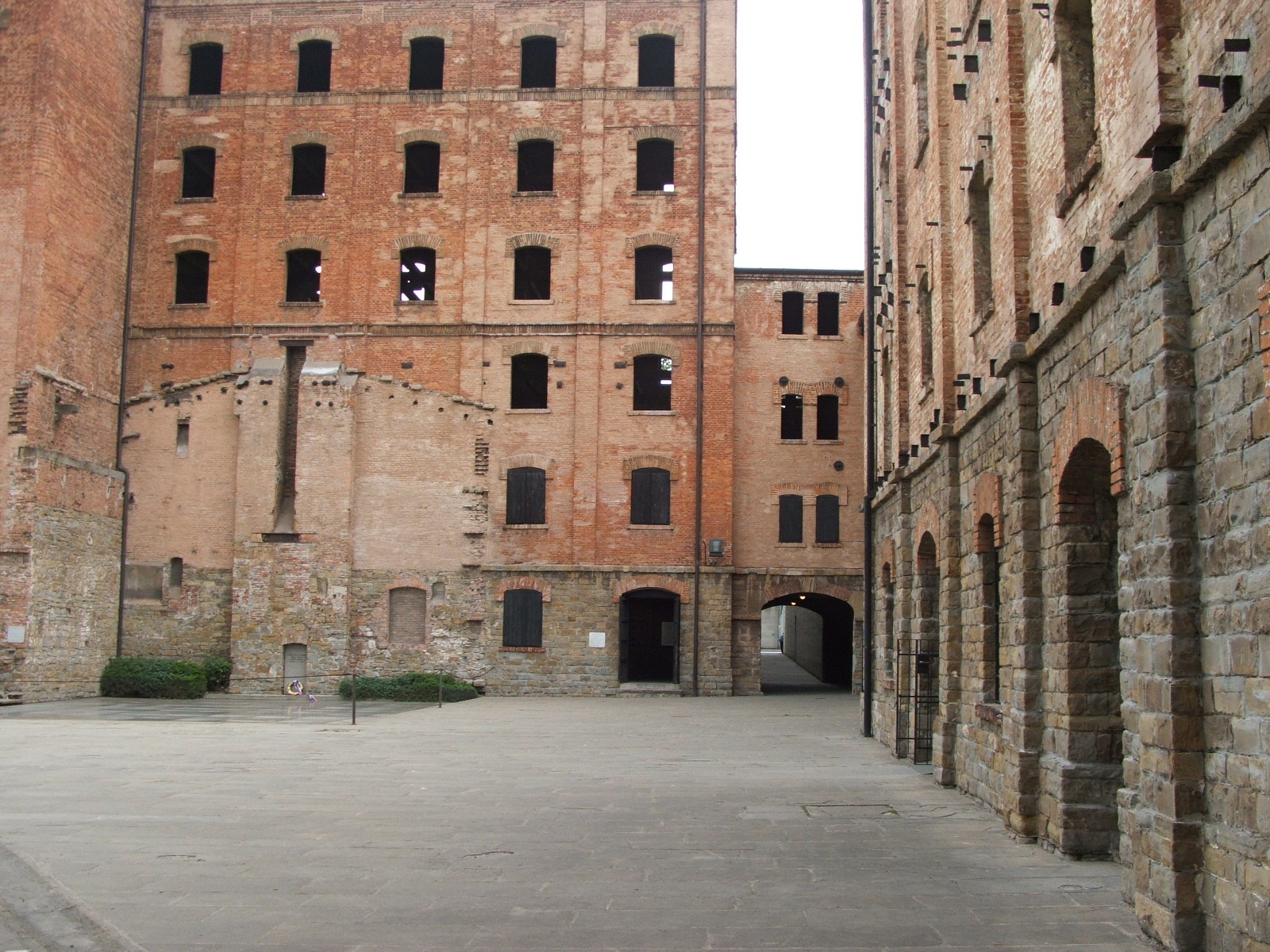
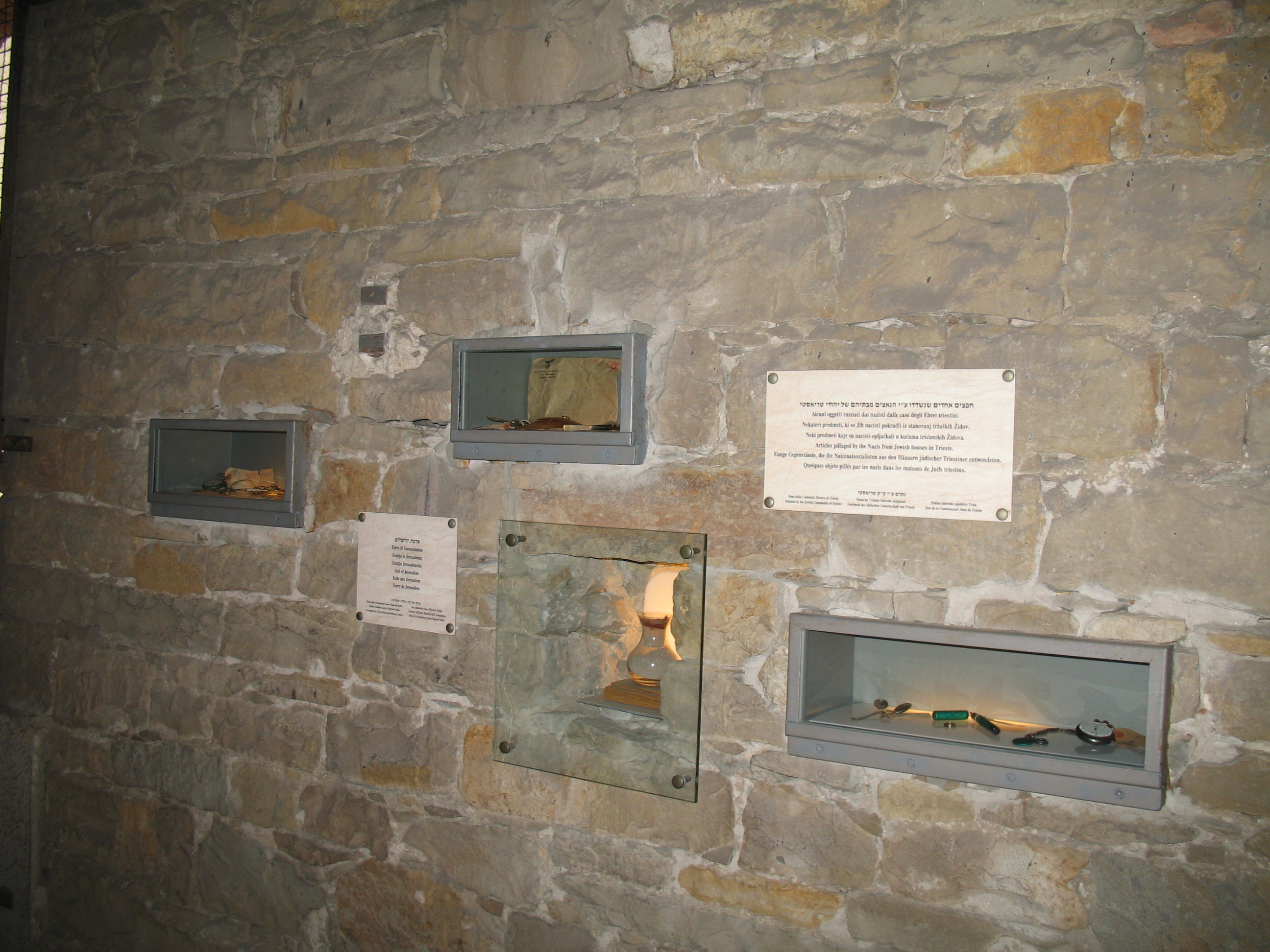
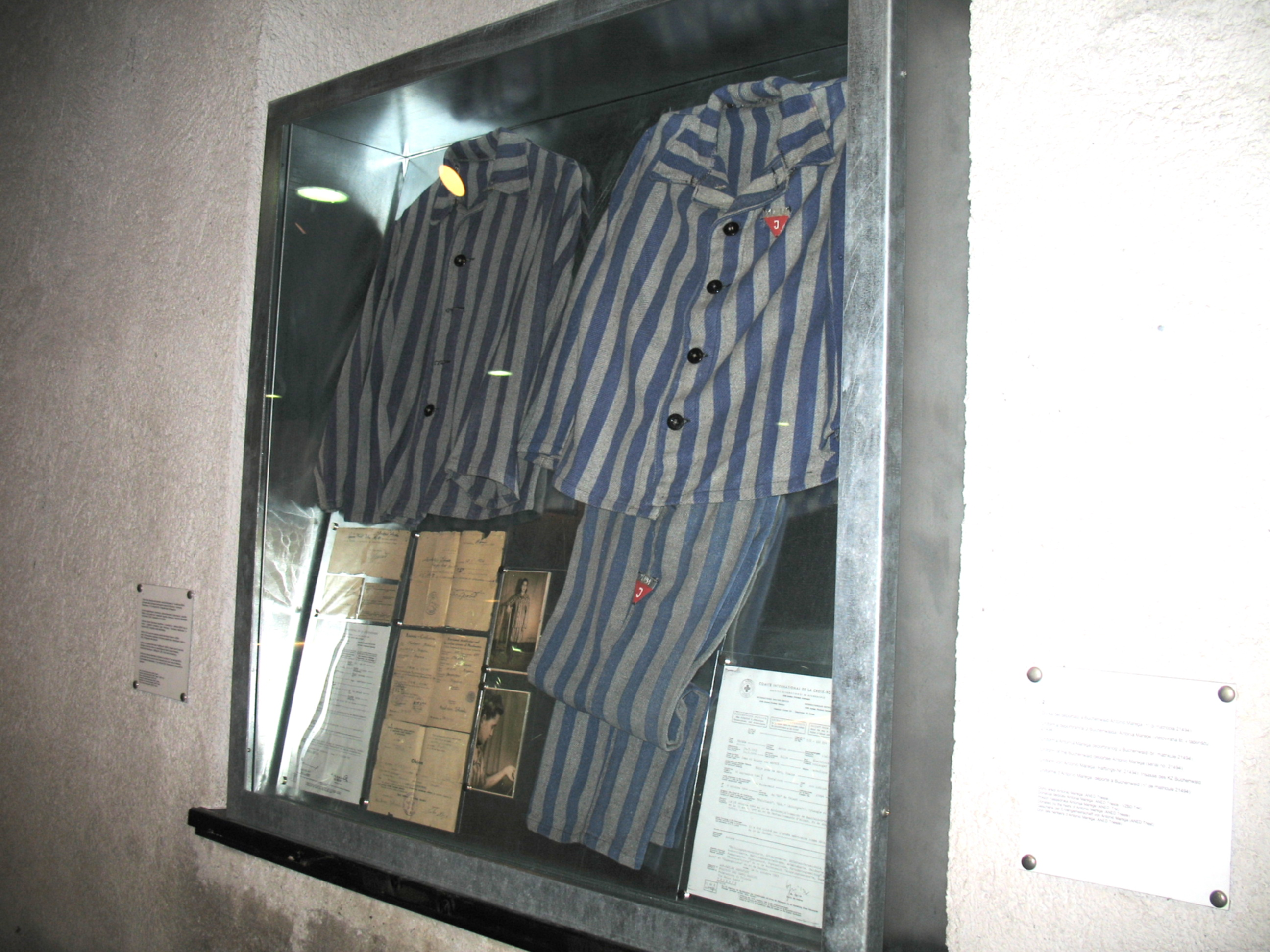
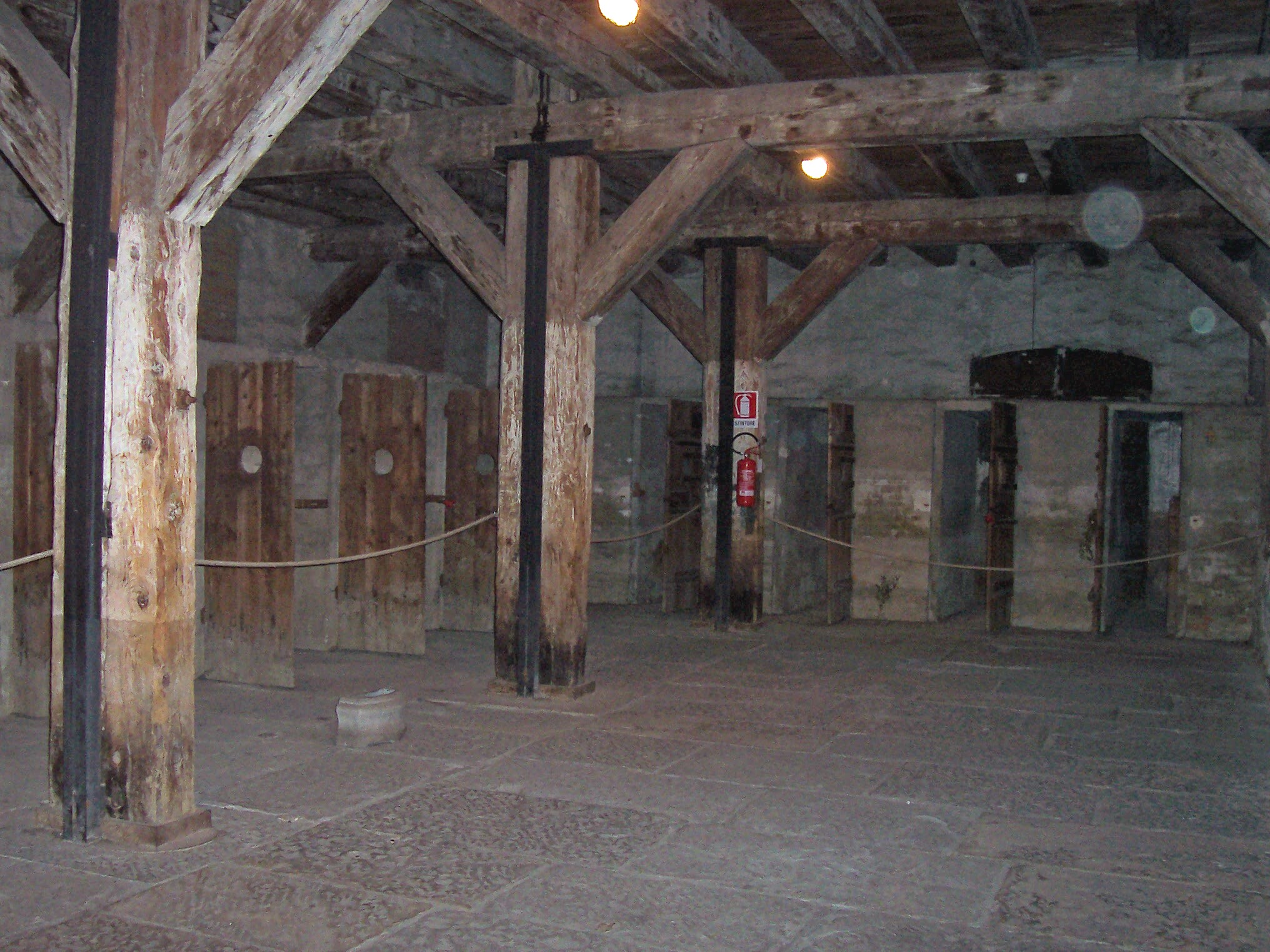

## Littérature
- Claudio Magris, écrivain (1939-), Classé sans suite, traduit par Jean et Marie-Noëlle Pastureau, Gallimard, coll. L'Arpenteur, 2017